# Los Jairas
Cet article possède un paronyme, voir Los Jaivas.

Los Jairas est un groupe bolivien de musique andine créé en 1966, chef de file du mouvement « néo-folklore » bolivien.

## Histoire[2]
En juin de l'année 1966, à la Paz, capitale économique de la Bolivie, Edgar Joffré dit « Yayo » crée l'ensemble Los Jairas avec Gilbert Favre (1926-1998),) un clarinettiste de jazz d'origine suisse qui joue aussi très bien de la quena mais avec un style qui lui est propre.
La même année, le Festival national de Folklore de Bolivie se tient à Cochabamba. Le groupe y participe et en sort élu « meilleur groupe » devant soixante autres concurrents. Leur chanson El llanto de mi madre (Les larmes de ma mère) leur rapporte également un prix. Dans la dynamique de ce succès, peu de temps après, leur premier disque éponyme parait sous un label bolivien : Lauro.
Avant même la fin de l'année, un référendum organisé par la radio et journaux de Bolivie désigne le groupe comme meilleur ensemble traditionnel du pays. L'année 1966 aura donc été une année décisive pour le groupe.
En 1967, le charanguiste virtuose Ernesto Cavour contribue à la formation d'un groupe disciple nommé Los Jairitas (Les petits Jairas). Plus tard, ce groupe s'émancipera sous le nom de Los Chaskas. L'année suivante Cavour parraine un nouveau groupe de néo-folklore composé de trois jeunes boliviens qui enregistreront sous le nom de José, Joselo y Marcelo (dont le kéniste Marcelo Peña fera une carrière internationale).
En 1970, le guitariste Alfredo Domínguez Romero (es) (1938-1980) rejoint le groupe, mais sans en être membre (enregistrant alors sous le nom Los Jairas Y Domínguez). Le trio alors formé en parallèle (trois enregistrements LPs) par Cavour, Favre et Domínguez marquera les plus belles pages du mouvement « néofolklore»,, et sera un des premiers groupes à faire connaître la musique andine en Europe pendant la vague des années 1970 (après les pionniers des années 1950 et 1960 : Los Incas puis Los Calchakis), à la suite de nombreux concerts et notamment grâce à un disque distribué en France La Flûte des Andes. Il est plus pratique d'ailleurs pour la formation de s'installer en France, d'autant que Gilbert Favre est originaire de Suisse.
Cavour quitte Los Jairas en 1971 et retourne en Bolivie pour former son propre groupe. En 1978, Yayo Jofré, dépositaire du nom, reforme le groupe avec d'autres musiciens.

## Membres

### Première formation
- Edgar Joffré dit « Yayo » —- chant, siku, percussions ;
- Ernesto Cavour[13] —- charango ;
- Gilbert Favre[14] —- quena ;
- Julio Godoy —- guitare.

### Période légendaire du Trio Cavour-Favre-Dominguez
- Edgar Joffré dit « Yayo » - chant, siku, percussions ;
- Ernesto Cavour[13] - charango ;
- Gilbert Favre[14] - quena
- Alfredo Dominguez[15] - guitare.

### Troisième formation
- Edgar Joffré dit « Yayo » - chant, siku, percussions ;
- Horacio Fumero - guitare ;
- Yves Cerf - quena
- Hugo Loza - charango ;
- Ricardo Mendoza - charango ;
- Walter Sanga - guitare ;
- Miguel Sanga - siku ;
- Oscar Mena - charango.

### Reformations récente
- Edgar Joffré dit « Yayo » - chant, siku, percussions ;
- Marco A. Peña - guitare ;
- Rolando Encinas - quena ;
- René Alinas - charango ;
- Hermán Ponce - percussion ;
- Koji Hishimoto - quena, siku.

## Instruments utilisés
- Quena
- Charango
- Guitare
- Bombo
- Zampona

## Discographie sélectiveSources[16],[17]
- 1966 : Los Jairas, Lauro, Bolivie
- Los Jairas, Discolandia dueri y cia, Bolivie[18] ;
- Edgar Joffré - Los Jairas, Discolandia dueri y cia, Bolivie
- 1969 : Edgar "Yayo" Joffré y los Jairas, Discolandia dueri y cia, Bolivie
- 1969 : Siempre… con los Jairas, Discolandia dueri y cia, Bolivie
- 1970 : Los Jairas Alfredo Dominguez, la flûte des Andes, Musidisc, France[12] ;
- 1974 : Lo mejor de los Jairas Vol. 1, Discolandia dueri y cia, Bolivie
- 1976 : Los Jairas en vivo, Discolandia dueri y cia, Bolivie
- 1978 : Canto à la vida (Yayo Joffré y los Jairas), Discolandia dueri y cia, Bolivie
- 1992 : Al pueblo de mis ancestros (Yayo Joffré y los Jairas), Discolandia dueri y cia, Bolivie
- 1993 : Los Jairas (de colección), Discolandia dueri y cia, Bolivia 1967-78/1993 ;
- 2000 : Yayo Joffré y los Jairas, Discolandia dueri y cia, Bolivie

## Hommages
Le groupe étant emblématique de la musique andine, de nombreux concerts hommages sont organisés régulièrement dans tous les pays où il a laissé des traces, principalement en Europe de l'ouest, en Russie, et bien sûr en Amérique latine.

### France
- 26 novembre 2011 — Paris 10e arrondissement - Concert de Senda Nueva [19],[20].
- Janvier 2013 — Paris 7e arrondissement - Conférence concert à la Maison de l'Amérique latine [21]

### Bolivie
- 30 octobre 2013 — La Paz  - Concert anthologique (formation de circonstance sans nom)[22],[23]